# Домброва-Немодлинска
Домброва-Немодлинска (пол. Dąbrowa Niemodlińska) — остановочный пункт в селе Домброва (польск. Dąbrowa) в гмине Домброва, в Опольском воеводстве Польши. Имеет 2 платформы и 2 пути.
Остановочный пункт на железнодорожной линии Бытом — Ополе — Бжег — Вроцлав построен  в 1843 году, когда село Домброва (нем. Dambrau) было в составе Королевства Пруссия.
Капитальный ремонт пункта был проведен в 2003—2004 годах.